# دانشگاه ملی فنی آتن
دانشگاه ملی فنی آتن یا ان‌تی‌یوای (یونانی: Εθνικό Μετσόβιο Πολυτεχνείο، National Metsovian Polytechnic), که گاهی به عنوان پلی‌تکنیک آتن شناخته می‌شود از جمله قدیمیترین و معتبرترین نهادهای آموزش عالی یونان است.
این دانشگاه در 1837 به عنوان یک مدرسه پاره وقت حرفه‌ای به نام مدرسه سلطنتی هنرها تأسیس شد.
ان تی یو ای به نه مدرسه آکادمیک تقسیم می‌شود، هشت تایش برای رشته‌های مهندسی از جمله معماری، و یکی برای علم کاربردی (ریاضی و فیزیک) است. مدت تحصیلات کارشناسی پنج سال است. ورود به ان تی یو ای بسیار سخت است و از طریق کسب نمرات ممتاز در آزمون‌های پان هلنیک میسر است. این تصور وجود دارد که اکثریت گستردهٔ دانش آموزان برتر آزمونهای پان هلنیک که به علوم و فناوری علاقه‌مندند هرساله به ان تی یو ای می‌روند. دانشگاه از 700 کارکنان دانشگاهی، 140 دستیار علمی و 260 کارکنان فنی و اداری تشکیل می‌شود. حدود 8,500 دانشجوی لیسانس و حدود 1,500 دانشجوی تحصیلات تکمیلی دارد.

## رتبه‌بندی
در رتبه‌بندی دانشگاه‌های جهان QS در سال 2020 دانشگاه ملی فنی آتن در رده 454 دنیا و اول یونان قرار گرفته‌است. همچنین در رتبه‌بندی مؤسسه تایمز در سال 2020 این دانشگاه رتبه 601 الی 800 را در بین دانشگاه‌های جهان از آن خود کرده‌است.

## دانشکده‌ها
دانشکده‌های دانشگاه ملی فنی آتن عبارتند از:
- دانشکده مهندسی عمران
- دانشکده مهندسی مکانیک
- دانشکده مهندسی برق و کامپیوتر
- دانشکده معماری
- دانشکده مهندسی شیمی
- دانشکده مهندسی کشاورزی
- دانشکده معدن و مهندسی متالوژی
- دانشکده مهندسی دریا
- دانشکده ریاضی کاربردی و علوم فیزیک

## نگارخانه

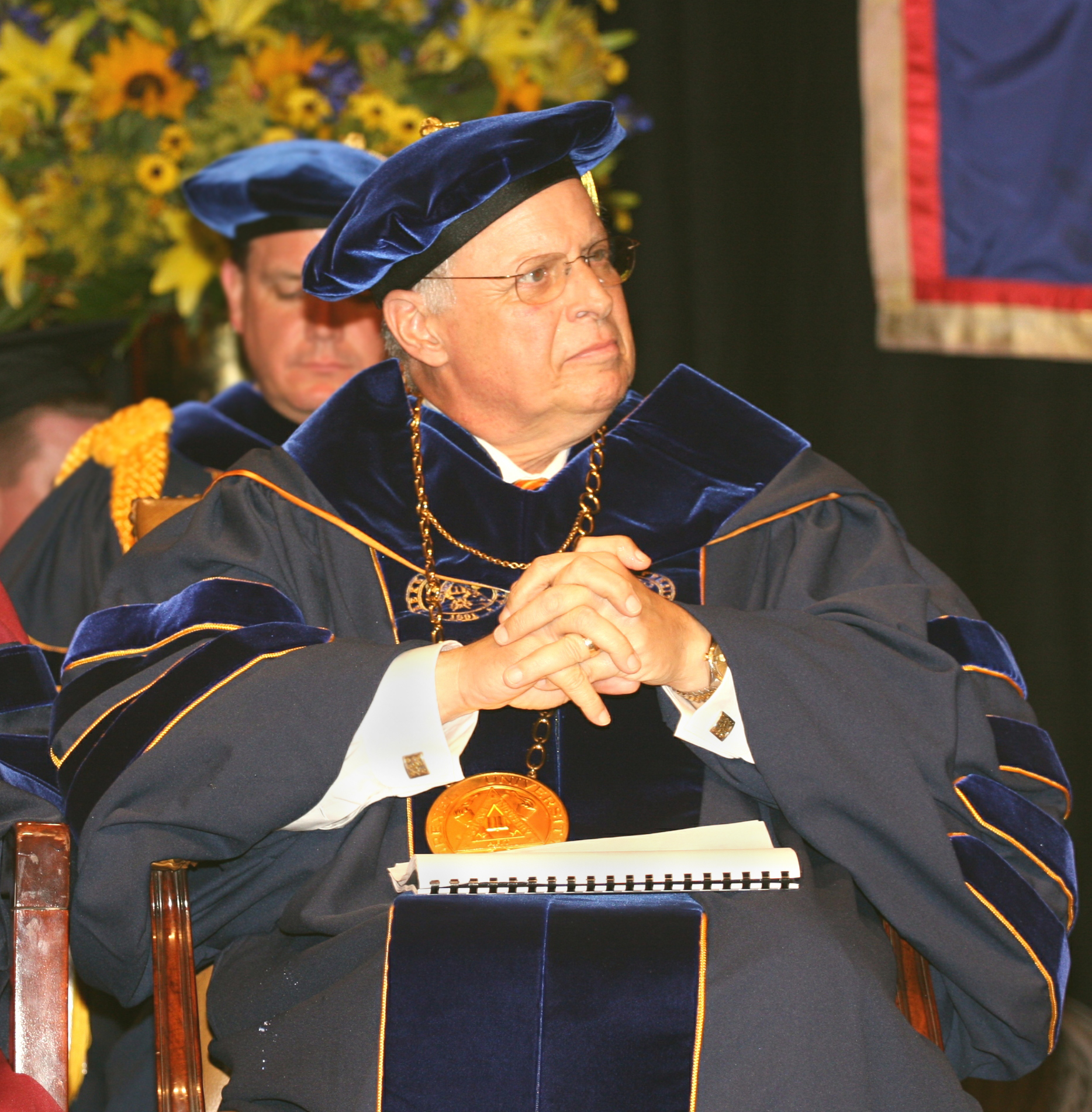
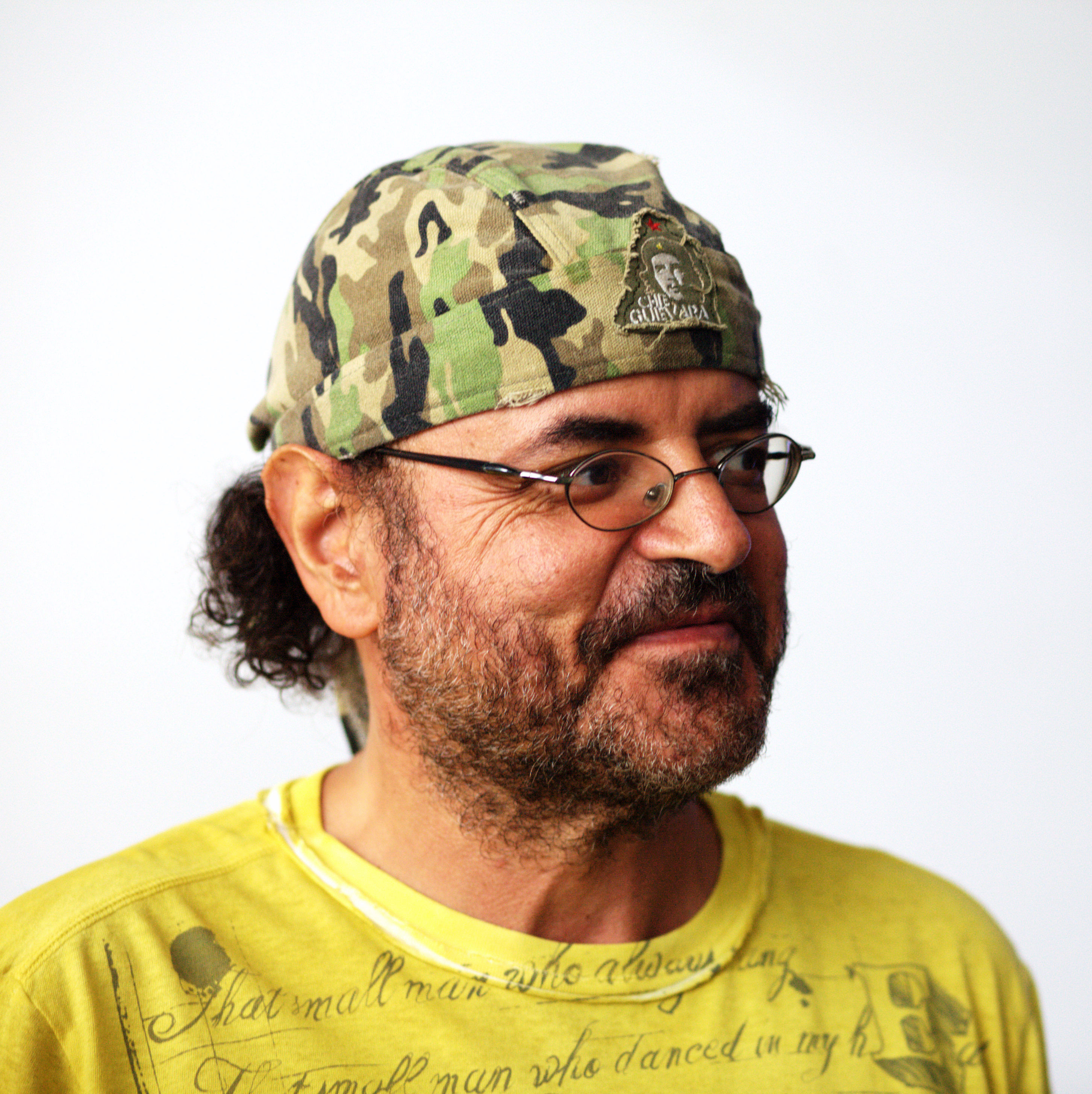
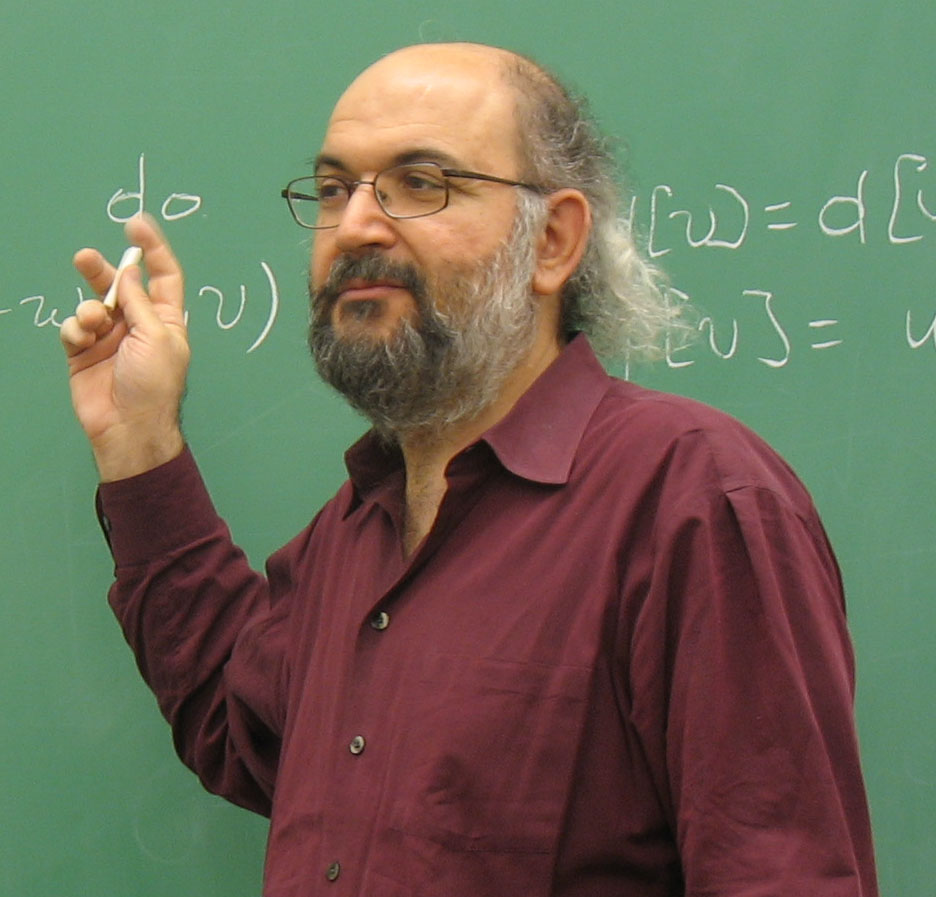